# William J. Seymour
William Joseph Seymour (Centerville, St. Mary megye, 1870. május 2. – Los Angeles, 1922. szeptember 28.) afroamerikai szentségmozgalmi prédikátor volt, aki elindította a los angelesi, 1906 és 1909 között zajló Azusa utcai ébredést, a pünkösdi-karizmatikus mozgalmak indulásának nagy hatású eseményét, amely a mozgalmat világméretű jelenséggé változtatta.

## Élete
Egykori rabszolgák, Seymour Simon és Phyllis Seymour fiaként született, akik először katolikus, majd baptista neveltetésben részesítették. 25 évesen (1895) Indianapolisba költözött, ahol a vasútépítésben és a vendéglátóiparban pincérként vállalt munkát. Itt, Indianapolisban csatlakozott a Simpson Chapel Methodist Episcopal Church-hez, de a növekvő rasszizmus miatt továbbállt.
1900 és 1902 között Cincinnatiben élt, ahol kapcsolatba került Martin Wells Knapp-pal, és csatlakozott a Church of God Reformation Movement-hez. Egy himlőfertőzés következtében egyik szemére megvakult, és az sok sebhelyet is hagyott rajta. Ugyanakkor elhatározta, hogy lelkipásztor lesz.
1903-ban a texasi Houstonba költözött. Csatlakozott egy kis néger gyülekezethez, amelyet Lucy Farrow vezetett és mentorált. 1905-ben végül átvette ennek a gyülekezetnek a vezetését. Kapcsolatba került Charles F. Parhammal, akitől a Szentlélek keresztségről és a nyelveken szólásról tanult. Miután befejezte tanulmányait Parham Bibliaiskolájában, 1906. elején lelkészi állást foglalt el egy kis Los Angeles-i gyülekezetben. De néhány nappal a lelkészi szolgálata megkezdése után megtagadták tőle a további munkáját, mert a Lélek keresztségéről szóló tanítást hirdette. Ezután egy magánházban kezdett istentiszteleteket tartani. 

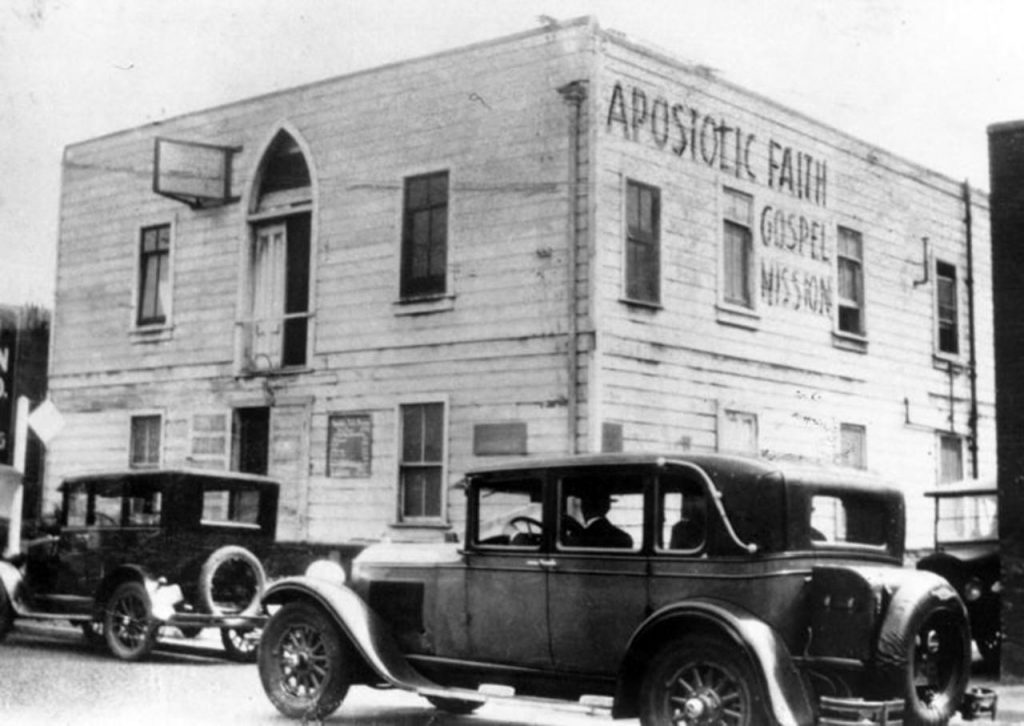
Az Azusa utcai Apostoli Hit Misszió épülete, amelyet a pünkösdizmus szülőhelyének tartanak.

Majd a helyhiány miatt a frissen alakult gyülekezet 1906. áprilisában átköltözött Los Angeles belső negyedébe, az Azusa Street 312-be. Itt jött létre az ún. Azusa utcai pünkösdi ébredés.
Kiadott egy istentiszteleti rendet a Los Angeles-i Apostoli Hit Misszió címmel, és ettől kezdve püspöknek nevezte magát. Vándorprédikátor tevékenységbe kezdett és több gyülekezetet alapított.
1921 és 1922 közötti prédikálókörútján szívelégtelenségben hunyt el.